# Lester Pelton

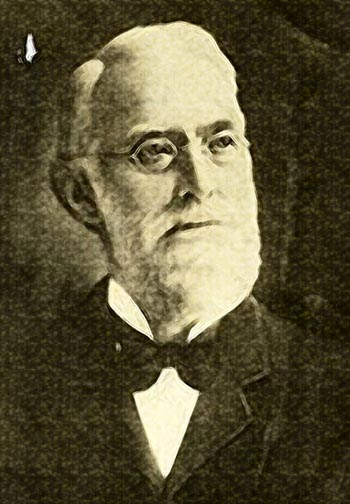
Lester Allan Pelton

Lester Allan Pelton (* 5. September 1829 in Vermilion Township, Erie County, Ohio; † 14. März 1908 beerdigt in Vermilion, Ohio) war ein US-amerikanischer Erfinder.

## Leben
Während des Goldrausches in Kalifornien arbeitete er als Zimmermann, Monteur und Klempner.
Durch einen Zufall stieß er auf die Idee für die Pelton-Turbine. Lester Pelton hatte bei seiner Tätigkeit in Kalifornien ein Wasserrad mit stark gekrümmten Schaufeln gebaut, durch Zufall traf bei der Inbetriebnahme der Wasserstrahl nur den äußersten Teil des Schaufelkranzes. Die Drehzahl des Rades nahm daraufhin schlagartig zu und steigerte sich derart, dass das Wasserrad von der Fliehkraft zerstört wurde. Eine systematische Untersuchung des Phänomens brachte den Nachweis, dass der Impuls des Wasserstrahles in der Turbine am besten genutzt wird, wenn die Schaufeln die Form zweier flacher Schalen erhielt. Der Wasserstrahl wird dadurch in die ursprüngliche Richtung zurückgelenkt, die Bewegungsenergie des Strahles wird durch diese Anordnung optimal ausgenutzt. Lester Pelton konnte ab 1880 seine Erfindung im industriellen Maßstab nutzen.